# Johannes Althusius

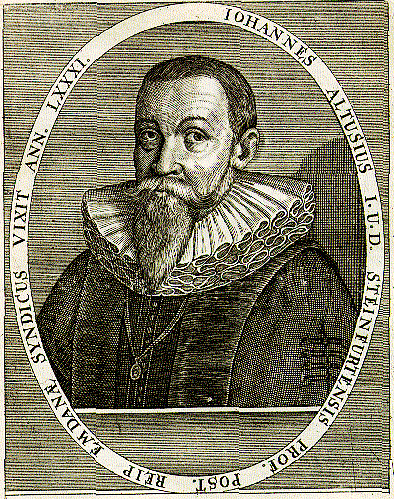
Johannes Althusius

Johannes Althusius, född 1557 i byn Diedenshausen i grevskapet Witgenstein-Berleburg, död 12 augusti 1638 i Emden, var en tysk, kalvinistisk jurist (rättslärd), filosof och teolog, som kallas ibland den moderna folkrättsliga teorins vetenskaplige grundläggare genom att han var en av de första att förespråka samhällsfördraget (se dock Salamancaskolan).

## Biografi
Johannes Althusius studerade juridik, teologi, filosofi, och logik i Köln, Basel, Paris och troligen även i Genève. Bland dem Althusius märkbart studerade och tog intryck av är humanisten Petrus Ramus, Aristoteles, Calvin, Jean Bodin och Hugo Grotius. 1586 blev han  juris professor vid Academia Nassauensis en högskolan i Herborn och 1604 borgmästare (syndikus) i den ostfrisiska staden Emden, där han avled 1638.

## Verk
Han deltog livligt med i försvaret av Emdens fri- och rättigheter gentemot de ostfrisiske grevarna och bidrog kraftigt till stadens sympatiska hållning mot Nederländerna i deras strid för politisk frihet och reformert tro. De viktigaste av de skrifter, i vilka Althusius framlade sina folk- och statsrättsliga åsikter, är:
- Politica methodice digesta et exemplis sacris et profanis illustrata (1 uppl. Herborn 1603; 2:a uppl., vari motståndarnas invändningar upptagits till bemötande, Groningen 1610; sedan 6 ggr omtryckt under 1600-talet);
- Jurisprudentia romana (Basel 1586), en mycket använd handbok i romersk rätt; och
- Dicæologica (Herborn 1617), en allmän, systematisk översikt av hela rättsläran.

Det förstnämnda arbetet utmärker sig framför allt för det konsekventa genomförandet av folksuveränitetens idé. I sin åsikt om suveränitetens enhet och odelbarhet överensstämmer han med Jean Bodin, mot vilken han dock ofta vänder sig polemiskt i sin framställning, och med sin lära om folkets rättigheter mot tyranniska härskare företer han beröringspunkter med monarkomakerna. Hans största betydelse ligger i att han upptog det absolutistiska suveränitetsbegreppet och djärvt betecknade suveräniteten i hela dess fullhet som folkets oförytterliga egendom. Folkets väl är, enligt Althusius, statens mål, regenten endast den högste ämbetsmannen, utövande sin regeringsmyndighet i kraft av ett för båda parterna lika bindande, "uttryckligt eller stillatigande" fördrag, framkallat av de enskildas behov av sammanslutning och deras naturliga associationsbegär. 
I varje välordnad stat finns under växlande former ett slags tillsyningsmän (eforer), vilkas uppgift är att välja den högste överhetspersonen, att som folkets representanter hävda dess rättigheter och att vid fördragets kränkning avlägsna den, som sätter sig upp mot folkets majestätsrätt. I det dåtida tyska rikets kurfurstar, i andra staters ständer och i städernas rådsherrar liksom i antikens senatorer och folktribuner såg han dylika eforer. I samhällets utveckling urskilde Althusius en hel gradvis uppstiganda serie: familj, korporation, kommun, provins och slutligen stat, alla företeende samma grunddrag. 
Hans läror vann under 1600-talets ständigt starkare utveckling i absolutistisk riktning allt mindre anklang. På 1700-talet hävdades som bekant läran om samhällsfördraget och folksuveräniteten med stor skärpa av Rousseau, vilken därvid, enligt Gierke, visar sig i mycket ha tagit intryck av Althusius liknande, långt förut framställda åsikter. Althusius om glänsande dialektisk begåvning vittnande skrifter har först i vår tid grundligt analyserats och behörigen värdesatts av O. Gierke, i "Johannes Althusius und die Entwicklung der naturrechtlichen Staatstheorien" (1880).